# Vorläufige Entscheidung
Vorläufige Entscheidung bezeichnet im deutschen Sozialrecht nach § 328 SGB III einen Verwaltungsakt über Leistungen der Arbeitsförderung, bei dem Leistungen vorläufig gewährt werden, ohne jedoch über den Antrag abschließend zu entscheiden. Die vorläufige Entscheidung ist nach § 40 Abs. 2 Punkt 1 SGB II auch im Arbeitslosengeld II möglich.
Bei der vorläufigen Entscheidung handelt es sich um eine Ermessensentscheidung, nur im Falle von Punkt 3 besteht ein Rechtsanspruch auf eine vorläufige Entscheidung. Vorläufig entschieden kann sowohl über Arbeitnehmerleistungen (wie Arbeitslosengeld), als auch über Arbeitgeberleistungen (wie Eingliederungszuschuss). Auch eine Erstattung von Sozialversicherungsbeiträgen nach § 26 SGB IV kann als vorläufige Entscheidung beschieden werden. (§ 328 Abs. 4 SGB III) Da der Sinn und Zweck der Norm die Erbringung von Geldleistungen ist, können Leistungen nicht im Wege der vorläufigen Entscheidung versagt werden.
Eine vorläufige Entscheidung ist nach § 328 Abs. 1 SGB III in folgenden Fällen möglich:
1. eine anzuwendende Gesetzesvorschrift verstößt möglicherweise gegen das Grundgesetz oder Europarecht und es ist diesbezüglich ein Verfahren vor dem Bundesverfassungsgericht oder dem Europäischen Gerichtshof anhängig
2. die Entscheidung hängt von einer Rechtsfrage von grundsätzlicher Bedeutung ab, die Bestandteil eines Verfahrens vor dem Bundessozialgericht ist
3. für die Feststellung des Bedarfs des Leistungsbeziehers ist eine längere Zeit erforderlich und der Leistungsbezieher hat dies nicht zu vertreten und es liegen voraussichtlich die Voraussetzungen für den Leistungsbezug vor.

In der Praxis ist vor allem der letzte Punkt relevant. Eine vorläufige Entscheidung wird vor allem dann erlassen, wenn das Einkommen des Leistungsbeziehers nicht im Voraus bestimmt werden kann, was etwa bei Selbständigen der Fall ist, oder auch bei Arbeitnehmern mit stark schwankendem Einkommen.
Die vorläufig gezahlten Leistungen werden auf die endgültigen Leistungen angerechnet. Wird der Antrag in der endgültigen Entscheidung abgelehnt oder nur in geringerer Höhe bewilligt, sind die zu viel gezahlten Leistungen zu erstatten. (§ 328 Abs. 3 SGB III) Hier hat die Behörde kein Ermessen, der Leistungsbezieher kann sich auch nicht auf den Vertrauensschutz berufen, da die Vorschrift als spezielle Norm Vorrang vor der allgemeinen Regelung des § 50 SGB X hat.